# Liste des basiliques des Abruzzes
Cette liste recense les basiliques des Abruzzes, Italie.

## Liste
En 2019, les Abruzzes comptent 16 basiliques, dont 4 dans la seule ville de L'Aquila.
| Basilique                                         | Commune                       | Province | Diocèse         | Date              | Coordonnées                       | Image |
| ------------------------------------------------- | ----------------------------- | -------- | --------------- | ----------------- | --------------------------------- | ----- |
| Sanctuaire Notre-Dame-des-Miracles (it)           | Casalbordino                  | Chieti   | Chieti-Vasto    | 29 avril 2010     | 42° 09′ 32″ nord, 14° 36′ 47″ est |       |
| Cathédrale de Lanciano                            | Lanciano                      | Chieti   | Lanciano-Ortona | 5 février 1909    | 42° 13′ 51″ nord, 14° 23′ 28″ est |       |
| Basilique San Tommaso Apostolo                    | Ortona                        | Chieti   | Lanciano-Ortona | 23 décembre 1859  | 42° 21′ 26″ nord, 14° 24′ 16″ est |       |
| Basilique Santa-Maria Assunta                     | Castel di Sangro              | L'Aquila | Sulmona-Valva   |                   | 41° 47′ 11″ nord, 14° 06′ 33″ est |       |
| Basilique Saint-Bernardin-de-Sienne               | L'Aquila                      | L'Aquila | L'Aquila        | 20 mai 1946       | 42° 21′ 01″ nord, 13° 24′ 06″ est |       |
| Basilique Sainte-Marie de Collemaggio             | L'Aquila                      | L'Aquila | L'Aquila        |                   | 42° 20′ 34″ nord, 13° 24′ 17″ est |       |
| Basilique Saint-Joseph-Artisan de L'Aquila (it)   | L'Aquila                      | L'Aquila | L'Aquila        | 20 mai 2013       | 42° 20′ 59″ nord, 13° 23′ 49″ est |       |
| Cathédrale de Pescina                             | Pescina                       | L'Aquila | Avezzano        | 7 juillet 2016    | 42° 01′ 37″ nord, 13° 39′ 45″ est |       |
| Basilique Santa Maria del Colle                   | Pescocostanzo                 | L'Aquila | Sulmona-Valva   | 19 août 1976      | 41° 53′ 21″ nord, 14° 03′ 54″ est |       |
| Cathédrale de Sulmona                             | Sulmona                       | L'Aquila | Sulmona-Valva   | 25 septembre 1818 | 42° 03′ 14″ nord, 13° 55′ 14″ est |       |
| Basilique Saints-Césidius-et-Rufin (it)           | Trasacco                      | L'Aquila | Avezzano        |                   | 41° 57′ 31″ nord, 13° 32′ 17″ est |       |
| Basilique de la Sainte-Face (it)                  | Manoppello                    | Pescara  | Chieti-Vasto    | 22 septembre 2006 | 42° 15′ 00″ nord, 14° 03′ 45″ est |       |
| Basilique Notre-Dame-des-Sept-Douleurs de Pescara | Pescara                       | Pescara  | Pescara-Penne   | 16 janvier 1959   | 42° 28′ 05″ nord, 14° 10′ 56″ est |       |
| Cathédrale d'Atri                                 | Atri                          | Teramo   | Teramo-Atri     | 12 septembre 1964 | 42° 34′ 49″ nord, 13° 58′ 44″ est |       |
| Sanctuaire Saint Gabriel dell'Addolorata          | Isola del Gran Sasso d'Italia | Teramo   | Teramo-Atri     | 1er juillet 1929  | 42° 31′ 01″ nord, 13° 39′ 27″ est |       |
| Dôme de Teramo                                    | Teramo                        | Teramo   | Teramo-Atri     | 30 mai 1955       | 42° 39′ 31″ nord, 13° 42′ 13″ est |       |